# Ланузеи
Ланузеи (итал. Lanusei) — коммуна в Италии, располагается в регионе Сардиния, наряду с Тортоли является административным центром провинции Нуоро.
Население составляет 5 271 человека (30-06-2019), плотность населения составляет 99,13 чел./км². Занимает площадь 53,17 км². Почтовый индекс — 8045. Телефонный код — 0782.
Покровительницей коммуны почитается святая Мария Магдалина, празднование 22 июля.

## Примечание
1. ↑  Statistiche demografiche ISTAT. demo.istat.it. Дата обращения: 23 ноября 2019. Архивировано из оригинала 24 июля 2019 года.